# تمثیل (منطق)
تمثیل، آناگویی یا آنالوژی (فرانسوی: analogie) یکی از اقسام استدلال منطقی است. تمثیل عبارت است از سرایت دادن حکم یک امر به امر دیگر به دلیل وجود نوعی از مشابهت میان آن‌ها. نتیجه استدلال تمثیلی، بر خلاف استدلال قیاسی از قطعیت برخوردار نیست؛ یعنی چنان نیست که اگر مقدمات استدلال صادق باشند، نتیجه استدلال نیز حتماً صادق باشد؛ از این رو، در استدلال تمثیلی، نتیجه همراه با واژهٔ احتمالاً آورده می‌شود.
استخراج گزاره‌ای جزئی از یک یا احیاناً چند گزارهٔ جزئی دیگر به اعتبار وجه یا وجه‌های مشترک آن گزاره‌ها، تمثیل است. مثلاً اگر بگوییم لیمو گرد هست و جز مرکبات هست و پرتقال گرد هست و جز مرکبات هست و سپس نتیجه بگیریم توپ گرد هست و جز مرکبات هست از اشتراک گرد بودن به نتیجه جز مرکبات بودن توپ می‌رسیم که لزوماً صحیح نیست، پس نتایج استدلال تمثیلی کاملاً قابل اطمینان نیست.